# Saccopteryx gymnura
Saccopteryx gymnura — є одним з видів мішкокрилих кажанів родини Emballonuridae.

## Поширення
Країни поширення: Бразилія, Французька Гвіана, Гаяна, Суринам. Повітряний комахоїдний. За своєю морфологією напевно надає перевагу напіввідкритому лісу та прогалинам в лісі. Населяє тропічний ліс.

## Загрози та охорона
Вирубка лісів являє собою загрозу.